# Kontinent
Kontinent (en russe : Континент) est une revue littéraire socio-politique et religieuse de langue russe de la troisième vague de l'émigration russe, fondée à Paris en 1974 par Vladimir Maksimov.

## Contexte historique
Après la mort de Staline en 1953, la vie intellectuelle soviétique connaît une période de libéralisation. Une nouvelle génération littéraire se fait entendre, remettant en cause les contraintes de l'époque stalinienne. L’État et la censure cherchent à contrôler cette production nouvelle. Pour échapper à ce contrôle, les textes empruntent de nouveaux circuits de diffusion :  c'est le début du samizdat et du tamizdat (texte publié à l'étranger) par les éditions et les revues de l' émigration[réf. à confirmer].
En 1966, le mouvement de protestation qui suit le procès de Siniavski et Daniel marque les débuts de la dissidence. Une partie de l'intelligentsia s'oppose publiquement aux autorités. A la fin des années 1960, une partie des auteurs du samizdat se fixent à Paris, Londres, New York ou Jérusalem. C'est la troisième émigration, dont la revue Kontinent fondée en 1974 à Paris devient représentative.

## La revue
Ce trimestriel littéraire, socio-politique et religieux, s'oppose à l'expansion du communisme, dénonce le système soviétique et l'athéisme d’État. Kontinent publie des textes d'importants écrivains exilés ( Soljenitsyne, Maramzine, Brodsky, Galitch...), de romanciers résidant en Russie, comme Fazil Iskander, des inédits censurés des années 1920 ou 1930, des témoignages et essais.
L'ambition de la revue est aussi internationale : il s'agit de rassembler les intellectuels est-européens dans un même combat, pour échanger ensuite avec l’intelligentsia occidentale. La rubrique "Dialogue est-européen" publie Valentin Moroz, dissident ukrainien, Milovan Djilas. Ionesco, Raymond Aron, Saul Bellow... publient eux sous la rubrique "Est-Ouest". Le magazine est édité en français, russe, allemand. S'ajoutent ensuite une édition anglaise et une édition norvégienne.
Kontinent est édité à Paris sous la direction de Maksimov jusqu'en 1992. En 1992, Igor Vinogradov reprend la publication du magazine à Moscou. Sa mort en 2015 signe la fin de l'édition papier,.

## Archives
- Les numéros de Kontinent en texte intégral sur la bibliothèque numérique «Вторая литература»[6]
- Inventaire du fonds Kontinent conservé à La contemporaine. Le fonds contient des documents (non originaux) remis par Maksimov : œuvres reçues par la rédaction de Kontinent, correspondance, coupures de presse, photographies.
- Inventaire du fonds Maksimov conservé à la Forschungsstelle Osteuropa à Brême